# Aeroportul Mianyang Nanjiao
Aeroportul Mianyang Nanjiao (IATA: MIG, ICAO: ZUMY) este un aeroport din Sichuan, Republica Populară Chineză ce deservește zona Mianyang⁠(d). Aeroportul a fost tranzitat în 2022 de 1.661.243 de pasageri. A fost numit după zona deservită.
aeroportul dispune de o singură pistă.